# Американский добровольческий корпус
Американский добровольческий корпус (англ. American Free Corps, нем. Amerikanisches Freikorps), также известный как Бригада Джорджа Вашингтона (англ. George Washington Brigade) — якобы набиравшееся из числа военнопленных американцев формирование СС. До конца Второй мировой войны полностью не было сформировано, некоторыми историками[какими?] даже оспаривается возможность его существования.

## Описание структуры корпуса
Несмотря на высказывания Йозефа Геббельса о США как о стране «со смесью рас, которую даже не назовёшь народом», в планах нацистской Германии фигурировало создание американского подразделения СС. Американский добровольческий корпус должен был объединить американских антикоммунистов и антибольшевиков в борьбе против СССР наподобие Легиона французских добровольцев, а основная часть солдат должна была набираться среди военнопленных.
Удалось ли сформировать корпус и набрать туда хоть какое-либо количество солдат — этот вопрос до сих пор остаётся открытым. По мнению историков Александра МакКи и Дж. Ли Рэди, корпус действительно существовал в реальности, причём МакКи утверждает, что туда набрали американских пленных из лагеря в Дрездене, а по словам Ли Рэди, в корпус успели набрать не более сотни человек, и использовался он исключительно для пропаганды, а американские сотрудники Третьего Рейха предпочитали сохранять анонимность.

## Служащие
Официально утверждается, что несколько тысяч американских солдат действительно воевали на стороне Вермахта в годы Второй мировой войны, однако возможно, что это были американские немцы, ещё ранее приехавшие из США по программе «Фольксдойче». К 1920 году в США проживало около 8 миллионов человек, для которых родным языком был немецкий. В 1939 году несколько сотен американцев обучались в немецких университетах, но в конце 1930-х годов некоторые члены партии «Германоамериканский союз» и этнические немцы, поспешили в Германию в качестве рабочей силы. В 1939 году, уже после начала войны немецкое руководство предложило американским немцам право на подготовку к военной службе в особых подразделениях. Однако, доказательств о службе американских немцев так и не было кем-либо предъявлено.
Во время немецкого контрнаступления в Арденнах в 1944 году, на стороне Германии в тех боях действовало особое диверсионное подразделение, все 150 солдат и офицеров этого подразделения имели твёрдое знание английского языка. Предназначением этой группы являлись диверсионные акты, подготовка засад и ловушек, а также спецпропаганда в тылу противника и распространение паники. Эту боевую группу часто по ошибке называют Американским добровольческим корпусом, на самом деле это была особая группа «Штилау» из специальной 150-й танковой бригады СС.

## Возможные руководители корпуса
С 1943 года после всё более активного вмешательства США в ход боевых действий во Второй мировой войне, в Германии развернулась всё более мощная пропаганда по вербовке в вооружённые формирования как пленных иностранных солдат, так и коллаборационистов различных национальностей. В это же время в Германии начали задумываться о формировании военных подразделений не только из французов, но и из англичан и американцев. В числе американских граждан, которые оказывали такую помощь, были такие известные деятели, как Фред Кальтенбах, Дуглас Чендлер и Роберт Бест.
В качестве командира корпуса упоминается Мартин Джеймс Монти, бывший лейтенант ВВС США итало-швейцарского происхождения. В 1944 году он угнал самолёт и приземлился в Германии, добровольно сдавшись в немецкий плен. После некоторых переговоров Монти был принят в полк СС «Курт Эггерс», подразделение военных корреспондентов. В 1949 году Монти был депортирован в США и приговорён к 25 годам тюрьмы за сотрудничество с нацистами, однако в обвинении по поводу возможной службы в Американском добровольческом корпусе ничего не говорилось.
В некоторых документах фигурирует имя ещё одного американца итальянского происхождения Питера Делани, уроженца Луизианы, капитана Ваффен-СС, который якобы вместе с Монти прошёл военную подготовку в СС. Монти и Делани часто выезжали в ряды американских войск, и как пропагандисты, пытались переманить некоторых солдат армии США на сторону Вермахта, обещая им более качественную службу и новые возможности для карьерного продвижения. Впрочем, в Федеральном архиве Германии насчитывается всего семь американских граждан — членов СС и СД, среди которых нет Делани и Монти, а в архивах Луизианы о Делани не упоминается ни разу, что ставит под сомнение сам факт существования Делани в реальности. Есть версии, что под этим именем скрывался французский коллаборационист Пьер де ля Ней дю Вер (1907—1945), служивший в Легионе французских добровольцев против большевизма, однако это опроверг его сын Пьер Анри дю Вер.